# VV Veendam in het seizoen 1960/61
Het seizoen 1960/1961 was het zevende jaar in het bestaan van de Veendamse betaaldvoetbalclub Veendam. De club kwam uit in de Eerste divisie A en eindigde daarin op de 13e plaats. Tevens deed de club mee aan het toernooi om de KNVB beker, hierin werd het team in de groepsfase uitgeschakeld.

## Wedstrijdstatistieken

### Eerste divisie A
|       | AGOVV | BVV   | D.F.C. | EDO   | Enschedese Boys | Fortuna | Helmondia '55 | Hermes DVS | HVC   | KFC   | Leeuwarden | Limburgia | RBC   | Stormvogels | Vitesse | Volendam | De Volewijckers |
| ----- | ----- | ----- | ------ | ----- | --------------- | ------- | ------------- | ---------- | ----- | ----- | ---------- | --------- | ----- | ----------- | ------- | -------- | --------------- |
| Thuis | 3 – 3 | 4 – 2 | 4 – 1  | 6 – 0 | 3 – 3           | 2 – 0   | 5 – 2         | 1 – 0      | 0 – 4 | 0 – 2 | 0 – 0      | 1 – 2     | 1 – 3 | 3 – 1       | 1 – 1   | 0 – 2    | 3 – 2           |
| Uit   | 2 – 2 | 5 – 2 | 5 – 1  | 2 – 4 | 2 – 2           | 4 – 1   | 5 – 1         | 2 – 0      | 2 – 2 | 5 – 2 | 3 – 2      | 3 – 1     | 1 – 0 | 0 – 2       | 4 – 2   | 1 – 1    | 1 – 4           |

### KNVB beker
| Groepsfase                                       | Veendam | 2 – 2 (2 – 0) | Zwartemeer                            |
| 14 augustus 1960 Plaats: Veendam De Langeleegte  | Bert Bouma 15', 22'                                                                                              |               | 82' (pen.) Tonny Roosken 87' Jan Smit |
| Groepsfase                                       | Be Quick | 1 – 1 (0 – 0) | Veendam                               |
| 18 september 1960 Plaats: Veendam De Langeleegte | Nico Engelander 60'                                                                                              |               | 88' Tiddo van der Ark                 |
| Groepsfase                                       | Veendam | 9 – 0 (5 – 0) | Germanicus                            |
| 30 oktober 1960 Plaats: Veendam De Langeleegte   | Bert Bouma Klaas van der Berg –', –', –' Sietze de Jong –' (pen.) Willy Wilbers –', –' Mattheus Korte Klaas Snip |               |                                       |
| Groepsfase                                       | GVAV | 3 – 2 (2 – 0) | Veendam                               |
| 12 februari 1961 Plaats: Veendam De Langeleegte  | Rikkert La Crois 2' Piet Fransen 41', 55'                                                                        |               | 65' Bert Bouma 80' Evert Drommel      |

## Statistieken Veendam 1960/1961

### Eindstand Veendam in de Nederlandse Eerste divisie A 1960 / 1961
| Stand | Gespeeld | Gewonnen | Gelijk | Verloren | Punten | Doelpunten voor | Doelpunten tegen |
| ----- | -------- | -------- | ------ | -------- | ------ | --------------- | ---------------- |
| 13e   | 34       | 11       | 8      | 15       | 30     | 66              | 75               |

### Topscorers
| #                    | Naam                | Goal |
| -------------------- | ------------------- | ---- |
| 1.                   | Bert Bouma          | 16   |
| 2.                   | Willy Wilbers       | 14   |
| 3.                   | Jan van den Berg    | 12   |
| 4.                   | Eef Drommel         | 7    |
| 5.                   | Sietze de Jong      | 6    |
| 6.                   | Mattheus Korte      | 3    |
| 6.                   | Zoltán Mráz Petrics | 3    |
| 8.                   | Klaas Snip          | 1    |
| 8.                   | Willy Wever         | 1    |
| Onbekende doelpunten |                     |      |
| –                    | Onbekend            | 3    |
| Totaal               | Totaal              | 66   |

| #      | Naam               | Goal |
| ------ | ------------------ | ---- |
| 1.     | Bert Bouma         | 4    |
| 2.     | Klaas van der Berg | 3    |
| 3.     | Willy Wilbers      | 2    |
| 4.     | Tiddo van der Ark  | 1    |
| 4.     | Evert Drommel      | 1    |
| 4.     | Sietze de Jong     | 1    |
| 4.     | Mattheus Korte     | 1    |
| 4.     | Klaas Snip         | 1    |
| Totaal | Totaal             | 14   |